# Weinstadt
Weinstadt é uma cidade da Alemanha, no distrito de Rems-Murr, na região administrativa de Estugarda , estado de Baden-Württemberg.